# 集盒·KUBIC 貨櫃聚落
集盒·KUBIC 貨櫃聚落（簡稱集盒·KUBIC），位於高雄市前鎮區，是一座結合藝術、創新技術、科技、農業、產銷等多元、實驗性的城市創新實踐聚落，由33個大小貨櫃匯集而成，占地7000坪，於2017年3月31日正式啟用。2020年10月31日結束營業，用地興建亞灣智慧公宅。

## 簡介
由高雄市政府都市發展局統籌協商，於亞洲新灣區內的空地設立一個扶植新創暨微型產業之聚落。

## 交通資訊

### 捷運
- 捷運獅甲站4號出口，出站後復興三路左轉，步行約5分鐘。
- 輕軌軟體園區站，沿復興三路直行約3分鐘。

### 公車
| 編號            | 經營業者 | 區間                     | 站牌                 |
| --------------- | -------- | ------------------------ | -------------------- |
| 12              | 港都客運 | 小港站－高雄火車站       | 勞工公園(捷運獅甲站) |
| 36              | 港都客運 | 前鎮站－高雄火車站       | 復興路口             |
| 小港幹線（69）  | 高雄客運 | 小港站－高雄火車站       | 勞工公園(捷運獅甲站) |
| 三多幹線（70）  | 港都客運 | 前鎮站－長庚醫院         | 勞工公園(捷運獅甲站) |
| 72              | 漢程客運 | 金獅湖站－中正高工       | 復興路口             |
| 中華幹線（205） | 港都客運 | 加昌站－夢時代           | 復興路口             |
| 214A            | 港都客運 | 小港站－歷史博物館       | 復興路口             |
| 214B            | 港都客運 | 前鎮站－歷史博物館       | 復興路口             |
| 紅16            | 東南客運 | 軟體園區－捷運三多商圈站 | 復興路口             |

### 公共自行車
- 高雄市公共自行車租賃系統：
  - 成功特殊教育學校：復興三路3號(前人行道)
  - 台鋁廣場：忠勤路8號(前人行道)
  - 中華復興路口(西南側)：中華五路1201號(旁)

## 外部連結
- 集盒·KUBIC的Facebook專頁